# L'Armée du crime
Pour plus de détails, voir Fiche technique et Distribution.
L'Armée du crime est un film français réalisé par Robert Guédiguian, sorti en 2009.
Quatre ans après Le Promeneur du Champ-de-Mars, Robert Guédiguian renoue avec l’histoire en réalisant ce film, qui retrace le parcours du groupe de résistants communistes des FTP-MOI mené par Missak Manouchian. Le titre du film démarque le libellé de l'affiche rouge, utilisée par les Allemands après l'arrestation du groupe : « Des Libérateurs ? La Libération par l'armée du crime » ; il évoque aussi le film L'Armée des ombres de Jean-Pierre Melville (1969), qui a pour point commun la chronique d'un réseau de résistants et la torture.

## Synopsis
À Paris, sous l'occupation allemande, un groupe disparate de résistants commet des attentats désorganisés. Missak Manouchian, un Arménien exilé, est prêt à les aider mais reste réticent à l'idée de tuer. Les circonstances l'amèneront à transgresser son éthique. Sous son impulsion, le groupe se structure et planifie ses actions. Le groupe Manouchian-Boczov-Rayman est né. Le film retrace l'histoire de ce groupe, de sa formation à l'exécution de Manouchian en 1944.

## Fiche technique
- Titre : L'Armée du crime
- Titre international : Army of Crime
- Réalisation : Robert Guédiguian
- Scénario : Robert Guédiguian, Serge Le Péron et Gilles Taurand d'après une idée originale de Serge Le Péron
- Adaptation et dialogues : Gilles Taurand
- Chef opérateur : Pierre Milon
- Montage : Bernard Sasia
- Musique : Alexandre Desplat
- Supervision musicale : Pascal Mayer
- Chef décorateur : Michel Vandestien
- Décors : Claire Vaysse
- Effets spéciaux : Guy Monbillard
- Cascades : Alexandre Cauderlier et Kevin Cauderlier
- Costumes : Juliette Chanaud
- Production : Dominique Barneaud
- Sociétés de production : Agat Films & Cie - Ex Nihilo, Studiocanal, France 3 Cinéma et Canal+
- Soutiens à la production : CinéCinéma, le CNC, l'ACSE, la Région Ile-de-France, la Procirep, l'ANGOA-AGICOA, Soficapital et le programme MEDIA de l'Union européenne
- Sociétés de distribution : Studiocanal (France et étranger), NOS Audiovisuais (pt)( Portugal), Film1 (nl)( Pays-Bas), Studiocanal UK ( Royaume-Uni), Madman Entertainment ( Australie), Frenetic Films (de)( Suisse) et Entertainment One Films (en)( États-Unis)
- Pays :  France
- Langues : français, allemand et arménien
- Genre : drame, historique, guerre[4]
- Format : couleur - 1.85 : 1 - 35 mm
- Son : DTS et Dolby Digital
- Postproduction : Mikros Image
- Budget : 9.2M€[5]
- Durée : 139 minutes
- Visa d'exploitation n°199 984
- Dates de sortie :
  - 17 mai 2009 (festival de Cannes)
  - 16 septembre 2009 (sortie française)
  - 19 janvier 2010 (DVD, VOD et Blu-ray)
- Box-office Europe : 442 765 entrées

## Distribution
- Simon Abkarian : Missak Manouchian
- Robinson Stévenin : Marcel Rayman
- Grégoire Leprince-Ringuet : Thomas Elek, « Tommy »
- Virginie Ledoyen : Mélinée Manouchian, la femme de Missak
- Lola Naymark : Monique Stern, la petite amie de Marcel
- Ariane Ascaride : Mme Elek, la mère de Thomas
- Jean-Pierre Darroussin : l'inspecteur Pujol, du 11e arrondissement de Paris
- Yann Trégouët : le commissaire Fernand David des brigades spéciales (commissaire principal à 34 ans)
- Adrien Jolivet : Henri Krasucki
- Ivan Franek : Feri Boczov
- Olga Legrand : Olga Bancic
- Léopold Szabatura : Simon Rayman, le jeune frère de Marcel
- Mirza Halilovic : Joseph Davidovitch dit « Petra », le chef, hongrois dans le film, qui, sous la menace de torture, accepte de donner les noms du réseau.
- Serge Avédikian : Micha Aznavourian[6]
- Christina Galstian-Agoudjian : Knar Aznavourian[7]
- Horaţiu Mălăele : Boris Holban dit « Monsieur Dupont », le responsable de Michel Manouchian, qui le recrute, lui fournit armes et argent, et lui transmet les objectifs politiques.
- Pierre Banderet : Lucien Rottée, le chef des Brigades Spéciales
- Gérard Meylan : le flic résistant
- Frédérique Bonnal : la concierge délatrice
- Lucas Belvaux : Joseph Epstein, le « Colonel Gilles »
- Wolfgang Pissors : Monsieur Stern
- Esteban Carvajal Alegria : Narek Tavkorian
- Paula Klein : Madame Rayman
- Boris Bergman : Monsieur Rayman
- Georges Babluani : Patriciu
- Miguel Ferreira : Celestino Alfonso
- Pierre Niney : Henri Keltekian
- Jürgen Genuit : Raffenbach
- Jean-Claude Bourbault : Joseph Darnand
- Rainer Sievert : l'officier allemand Cormeilles
- Patrick Bonnel : Monsieur Elek
- Christine Brücher : la fermière
- Alain Lenglet : le proviseur
- Alexandru Potocean : Alexandre, le mari d'Olga
- Pascal Cervo : Inspecteur Bourlier
- Garance Mazureck : Marthe Elek
- Yann Loubatière : Bola Elek
- Jutta Vielhaber : Madame Stern
- Maurice Durozier : Docteur Kaldjian
- Yasmine Ghazarian : Cristina
- Julien Bouanich : Saas
- Xavier Hosten : Cristea
- Veronika Beiweis : Madame Frydman
- Lola Accardi : Amie Madame Frydman
- Alain Gautré : Inspecteur Barrachin
- Bertrand Bossard : Inspecteur Daime
- Alain Cauchi : Un policier
- Philippe Le Mercier : Un policier
- Julia Brodier : Employée Préfecture
- Arnaud Le Bozec : Un gardien de la Paix
- Vincent Crouzet : Un gardien de la Paix
- Jean-Marc Coudert : Policier métro
- Emmanuel Chevallier : Policier arrestation Rayman
- Yves Buchin : Policier tortionnaire
- Hubertus Biermann : Général Oberg
- Jeremias Nussbaum : Jeune Soldat Allemand
- Simon Frenay : Lycéen
- Jean-Christophe Peupion : Concierge Manouchian
- Elise Arpentinier : Concierge Elek
- François Carton : Fermier
- Nicolas Robin : Crieur de Journaux
- Quentin Thébault : Crieur de journaux
- Marc Choquet : Reporter Radio-Paris
- Stéphane Rugraff : Maître Nageur
- Andrée Saldo : La bigote

## Production

### Lieux de tournage
Le tournage a lieu de juin à septembre 2008 :
- Paris : Palais-Royal[9] (1er arrondissement) ;
- Versailles, Montreuil (pour toutes les scènes d'intérieur)[1], Pantin, ENSAM, Pavillons-sous-bois (source : générique).

## Musique
Sauf indication contraire, les informations mentionnées dans cette section peuvent être confirmées par le générique de fin de l'œuvre audiovisuelle présentée ici, ainsi que par la base de données cinématographiques IMDb,  présente dans la section « Liens externes ».
- Sun up / Sun down d'Arto Tunçboyacıyan de 2006 (tirée du film Le Voyage en Arménie).
- Tiens, tiens, tiens par Ray Ventura de 1939.
- Espoir par Raymond Legrand.
- Je chante par Charles Trenet de 1937.
- Un Souvenir par Damia de 1941.
- Les jardins nous attendent par Jean Tranchant de 1941.
- Ça sent si bon la France par Maurice Chevalier de 1941.
- Lambeth walk par Ben Harris de 1938.
- Concerto pour deux pianos et orchestre de Wolfgang Amadeus Mozart de 1779.
- Passion selon saint Matthieu de Johann Sebastian Bach de 1727.
- Tsu der Khupe Geyn.
- Laudate Pueri, Psaume 112, d'Antonio Vivaldi (RV 601).
- Volekhl.
- L'Internationale (version russe).
- Bublitschki.

### Bande originale
Musiques non mentionnées dans le générique
Par Alexandre Desplat :
- L'Armée du Crime.
- Résistance.
- Tracts.
- Jeunesse.
- Héroïsme.
- Poésie, combat.
- Exécutions.

## Accueil

### Accueil critique
Sur l'agrégateur américain Rotten Tomatoes, le film récolte 88 % d'opinions favorables pour 32 critiques. Sur Metacritic, il obtient une note moyenne de 76⁄100 pour 9 critiques.
En France, le site Allociné propose une note moyenne de 3,5⁄5 à partir de l'interprétation de critiques provenant de 25 titres de presse.
Selon Marie-Noëlle Tranchant (Le Figaroscope), le film rend « hommage aux FTP (…) sous la forme d'une imagerie légendaire, chaleureuse pour les héros, un peu lisse et schématique quant à l'arrière-plan historique ». Pour Nicolas Azalbert (Cahiers du cinéma), L'Armée du crime « empêche toute réactivation actuelle de l'hypothèse communiste ».

### Controverses
Le film a aussi suscité une polémique entre le réalisateur et les historiens du communisme Stéphane Courtois et Sylvain Boulouque. Dans un article intitulé « L'armée du crime de Robert Guédiguian, ou la légende au mépris de l'histoire », que les deux historiens publient dans le journal Le Monde du 15 novembre 2009, ils critiquent sévèrement le film :

« S'inspirant de cette histoire tragique, le cinéaste présente un récit qui se veut légende, au sens de son étymologie ecclésiale - vie de saint, illustrée par la position christique de l'un des martyrs sur fond musical de Passion -, mais il diffuse auprès du public une vision contraire à la vérité historique. La liberté de tout créateur à situer une fiction dans un cadre historique ne l'autorise pas à prendre de telles libertés avec les faits. Ainsi, le film présente l'un de ces héros, Marcel Rayman, comme sujet à de soudaines pulsions et qui aurait pris l'habitude d'abattre les militaires allemands comme des mouches. C'est « oublier » que les FTP-MOI étaient une organisation hiérarchisée, obéissant à des ordres stricts, et que, selon le relevé de leurs opérations, effectué par les autorités policières, ils ont tué en deux ans, dans Paris, environ une vingtaine d'Allemands dont très peu dans le cadre d'attentats individuels. »

Stéphane Courtois et Sylvain Boulouque mettent en doute la crédibilité et la valeur des mises en scène : « Le film montre des militants clandestins qui se conduisent quasiment comme en temps de paix : ils fréquentent les "planques" des uns et des autres, ils connaissent le nom de leurs chefs, ils se réunissent en nombre dans un bistrot, ils fixent leur rendez-vous au milieu d'un concert donné par les Allemands. Autant d'entorses majeures aux règles élémentaires de la clandestinité ». Surtout, ils reprochent à Robert Guédiguian, qui n'a jamais caché sa proximité avec le PCF, d'omettre le passé stalinien du groupe Manouchian : « Le film montre des combattants refusant les directives de leurs chefs. On fait même dire à un militant : "Je n'accepterai jamais d'être commandé par des staliniens". C'est "oublier" qu'en cette année de la victoire de Stalingrad, tout communiste revendiquait fièrement le titre de "stalinien" et que la quasi-totalité des membres de la MOI, quand ils n'étaient pas depuis longtemps des militants communistes comme Missak Manouchian ou Joseph Boczov, baignaient dans une culture communiste des plus staliniennes, à l'image de Marcel Rayman, Raymond Kojitski, Henri Krasucki ou Thomas Elek, dont les parents appartenaient tous au Parti communiste ».
Robert Guédigian a répondu à Stéphane Courtois et Sylvain Boulouque, dans un article publié dans Le Monde, le 22 novembre 2009, sous le titre « L'affiche rouge : cinéma, histoire et légende ». Il récuse chacune des accusations des historiens :

« Légende au sens ecclésial, me dit Stéphane Courtois… C'est lui qui le dit… ce n'est pas moi… Son argument : utilisation musicale de la Passion selon saint Matthieu et position christique de l'un des martyrs (l'un d'eux ne signifie pas tous)… Mais, monsieur Courtois, toutes les tragédies postérieures à la crucifixion du Christ ont fait appel à cette figure rhétorique, si j'ose dire. C'est devenu un langage universel indépendant de son origine : une mère qui perd son fils dans l'Iran chiite d'aujourd'hui renvoie à un stabat mater.
Plus loin, Stéphane Courtois écrit : « La quasi-totalité des militants de la main-d'œuvre immigrée (MOI) baignaient dans une culture communiste des plus staliniennes. » La « quasi-totalité » signifie bien qu'il y avait dans la MOI des antistaliniens. Beaucoup d'entre eux, qui, c'est vrai, étaient en avance sur leur temps, avaient combattu dans les rangs des Brigades internationales et avaient vécu de près les règlements de comptes entre staliniens, trotskistes et anarchistes… »

Le 26 novembre 2009, le quotidien Le Monde publie une « Lettre ouverte à Robert Guédiguian », signée par Élise Frydman, cousine germaine de Marcel Rayman. Elle reproche au réalisateur de ne pas avoir utilisé toutes les sources disponibles, notamment les mémoires de certains acteurs de l'histoire : « Je vous ai entendu sur France Culture, dans l'émission de Michel Ciment, citer vos sources d'information et de documentation avant la réalisation du film. Notamment Adam Rayski, Stéphane Courtois et Denis Peschanski. Il ne vous a donc pas échappé qu'il y a eu de nombreux témoignages se recoupant, concernant Lucienne Goldfarb. Simon a aussi écrit un témoignage sur ce qu'il a vécu en tant que résistant et déporté. Dans ce document, il dit que Marcel et lui se sont toujours méfiés de cette fille qui voulait intégrer leur réseau ». Elle conclut par une sentence qui recoupe les reproches de Stéphane Courtois : « Ces héros n'ont pas besoin de légende, monsieur Guédiguian, ils ont surtout besoin de vérité ».

## Distinctions
- Le film a été projeté hors compétition dans la sélection officielle du festival de Cannes 2009[16].
- Il a également été sélectionné au Festival du Film Francophone d'Angoulême 2009.

### Récompense
- Étoiles d'or du cinéma français de la meilleure musique en 2010[17] pour Alexandre Desplat.

### Nomination
- Festival Close Up - Gros Plan sur les jeunes talents du cinéma français : Grégoire Leprince-Ringuet

## Analyse
Robert Guédigian affirme avoir modifié la chronologie et la nature des faits de façon à mieux montrer ce qu'était le réseau FTP-MOI. Parmi ces modifications, on note la fusion en un seul épisode de deux attentats menés par Marcel Rayman : l'attentat raté du 28 juillet 1943 contre le colonel Moritz von Maliber et un membre de son état major, qu'on avait pris pour le général von Schaumburg, et celui du 28 septembre 1943 contre Julius Ritter, responsable du STO en France, mais qui n'était pas identifié au moment de l'attentat. Cet épisode vaudra un grand éclat au réseau, lequel entraînera la répression qui lui fut fatale, mais en fait à la date de l'attentat le groupe avait déjà été localisé par les Renseignements Généraux.
Le film rend hommage au jeune militant Henri Krasucki, qui prend en charge le jeune frère de Marcel Rayman et le ramène vivant du camp de concentration où ils sont déportés.
Une allusion faite au succès de Charles Aznavour, à la 42e minute du film.

### Anachronisme
Lors de l'exposition à la presse du groupe de Missak Manouchian arrêté, Marcel Rayman réplique que les FFI les vengeraient. Les FFI n'ont été formés officiellement qu'en 1944 alors que cette arrestation a eu lieu en novembre 1943.